# أولم

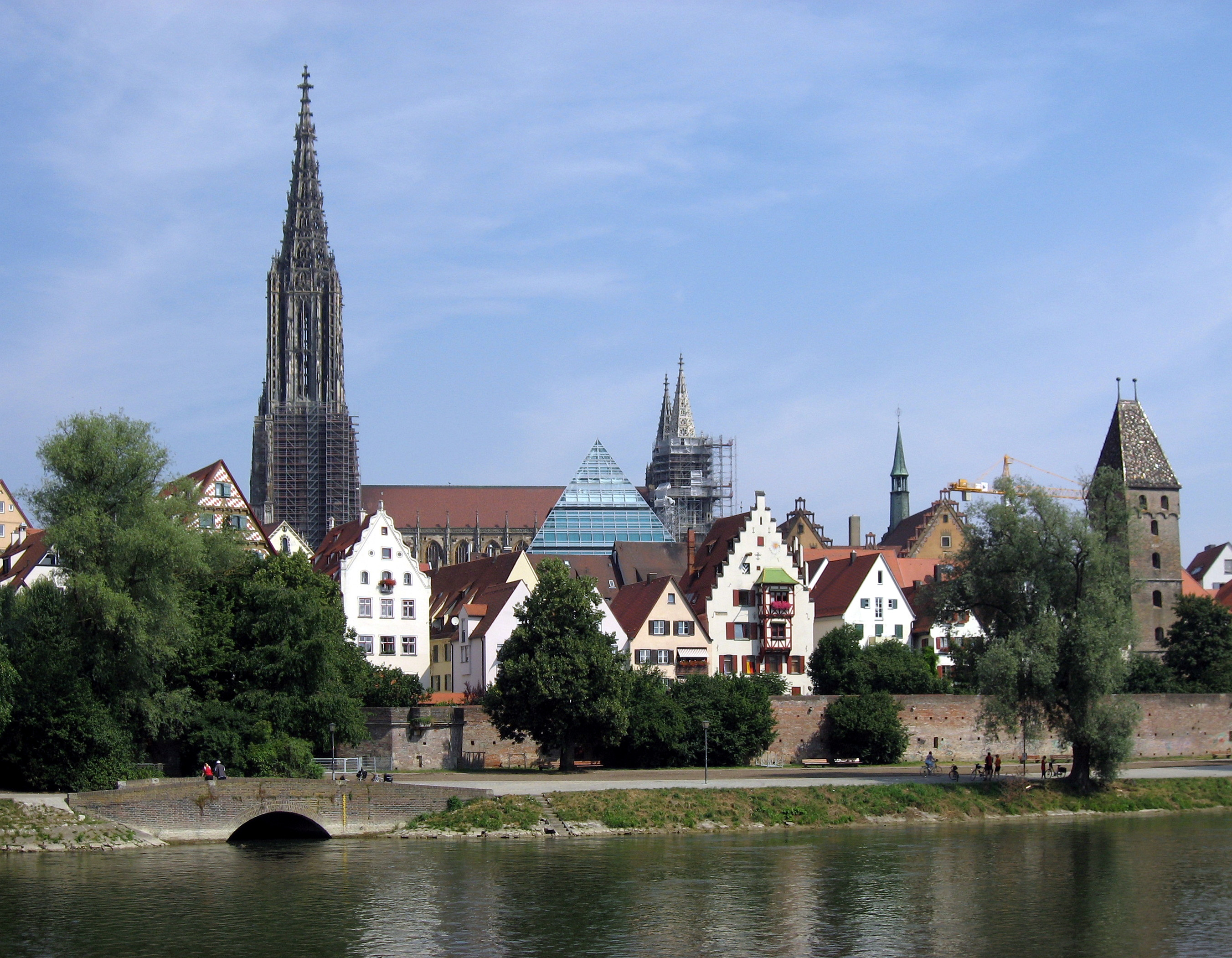
مدينة أولم

أولم أو أُلْمَة (بالألمانية: Ulm) مدينة ألمانية في ولاية بادن-فورتمبيرغ تقع على نهر الدانوب.
أشهر معالم المدينة برج كاتدرائية أولم الذي يرتفع حوالي 161 متراً ويتوجب صعود 768 درجة للوصول إلى قمته حيث يمكن رؤية أولم بشكل كامل من أعلاه.
والمدينة هي مسقط رأس العالم الفيزيائي المعروف آلبرت آينشتاين (1879-1955) صاحب النظرية النسبية المشهورة.
يبلغ تعداد سكانها 122,801 نسمة حسب إحصاءات عام 2010

## توأمة
لأولم اتفاقيات توأمة مع كل من:
- خينوتيغا (1986 - )
- براتيسلافا
- فيدين [9]

## أعلام
- أولي هونيس
- فيلهلم لست
- هيلديجارد نيف
- يورسولا كارفن
- ألبرت أينشتاين